# کرم‌های نواری ده‌قلاب
کرم‌های نواری ده‌قلاب (به لاتین: Cestodaria)، یکی از دو زیررده از رده کرم‌های نواری است. زیرردهٔ کرم‌های نواری ده‌قلاب از Amphilinidea و Gyrocotylidea تشکیل شده‌است. لاروها دارای ده قلاب در انتهای پشتی هستند.